# 尖果母草
尖果母草（学名：Lindernia hyssopoides）为玄参科母草属下的一个种。

## 扩展阅读
- 維基物種上的相關：尖果母草